# 赤坂媒體大廈

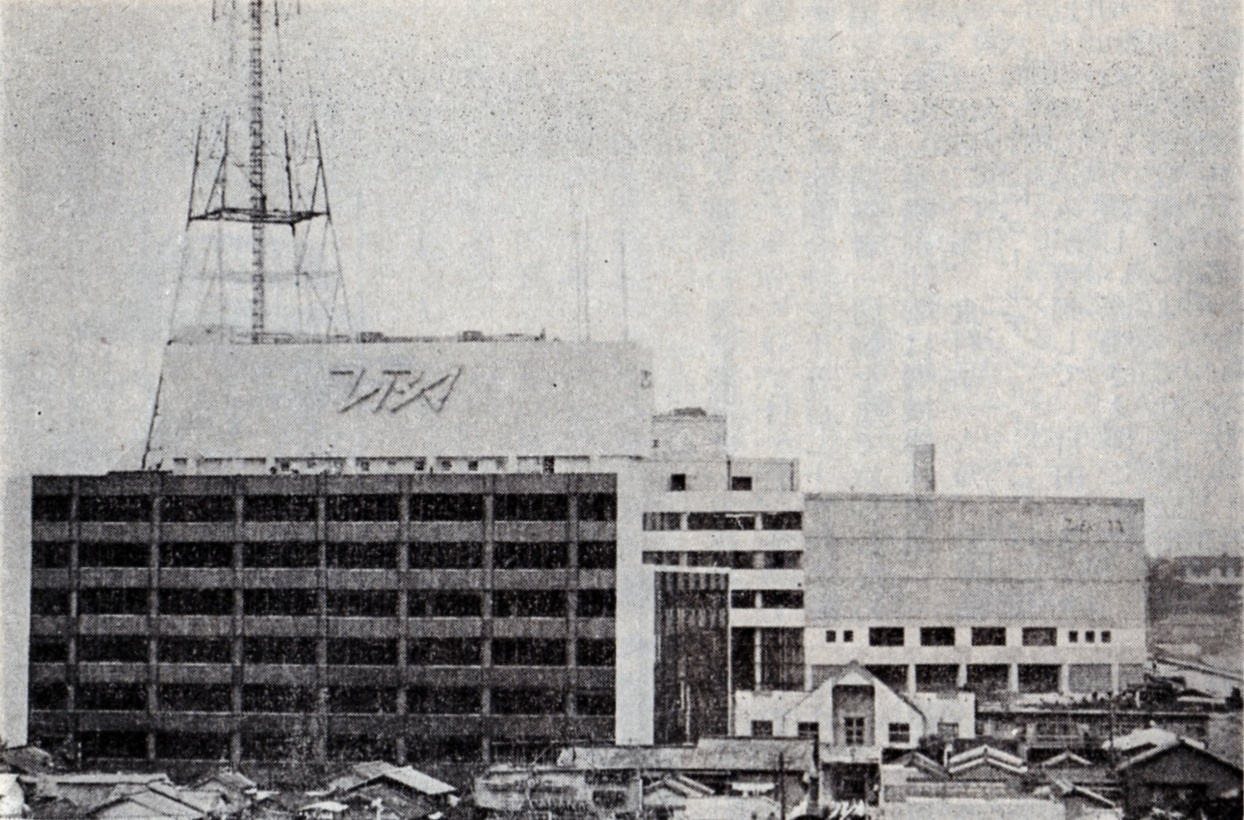
赤坂媒體大廈

赤坂媒體大廈（日语：赤坂メディアビル，あかさかメディアビル）是在1961年至2003年期間位於日本東京都港區赤坂5丁目的一座建築，由TBS控股（當時名為東京放送）所有。這座建築也是TBS的第二代總部。1994年，該建築被拆除，修建「赤坂音樂劇劇場」和赤坂BLITZ。
赤坂媒體大廈及其附屬建築內共設有8個電視攝影棚，其中最大的G攝影棚竣工於1961年10月。TBS大廳及TBS會館亦位於赤坂，前者主要用於拍攝TBS的觀眾參加型節目。後者竣工於1964年，是一座地上9層，地下1層的建築。

## 外部連結
- BCS賞受賞作品 | 東京放送本館 （页面存档备份，存于） - 日本建設業連合会